# In Case You Didn't Know
In Case You Didn't Know é o segundo álbum de estúdio do cantor e compositor britânico, Olly Murs, lançado em 25 de novembro de 2011 através da Epic Records. O lançamento do álbum foi precedido pelo singles número um "Heart Skips a Beat" em 19 de agosto de 2011 e "Dance with Me Tonight", em 20 de novembro de 2011. A lista de faixas do álbum foi confirmada pela Digital Spy em 7 de outubro de 2011.

## Antecedentes e performance comercial
Em junho de 2011, fortes rumores começaram a surgir, afirmando que Murs já havia começado a trabalhar em seu segundo álbum de estúdio. No mesmo mês, Murs confirmou que estava de volta ao estúdio, e que estava criando o álbum com uma abordagem totalmente diferente do primeiro, afirmando que queria explorar todos os tipos de música. Ele comentou: "Eu até que não sou um mal rapper, e eu realmente gosto de fazer um pouco de beatbox. Eminem será sempre um dos favoritos, mas "Ice Ice Baby" do Vanilla Ice é um clássico." Em 27 de agosto, durante uma entrevista para a Digital Spy, Murs afirmou estar criando um álbum que estivesse mais próximo de suas raízes. In Case You Didn't Know atingiu o topo da UK Albums Chart em sua primeira semana vendendo 148.000 cópias, barrando Talk That Talk da cantora Rihanna da primeira posição, fazendo deste, o primeiro álbum de Murs a atingir o topo. Em 9 de dezembro de 2011, o álbum foi certificado como disco de platina pela British Phonographic Industry, por vender 300.000 cópias apenas no Reino Unido. O álbum estreou na posição de número seis, mais tarde, atingindo a de número quatro na Irish Albums Chart, fazendo deste o primeiro álbum de Murs a atingir o top dez na Irlanda. Até dezembro de 2012, o álbum havia vendido 880.944 cópias no Reino Unido.

## Singles
- "Heart Skips a Beat" — Em julho de 2011, Murs revelou o nome do primeiro single do álbum, "Heart Skips a Beat", uma colaboração com o dupo de Brit-hop, Rizzle Kicks. O single foi lançado em 19 de agosto de 2011, atingindo a posição #1 na UK Singles Chart e #6 na Irish Singles Chart. O single vendeu mais de 109.000 unidades em sua primeira semana, se tornando o seu single mais vendido em sua primeira semana. Para o lançamento nos Estados Unidos, a faixa foi remixada com participação de Chiddy Bang. O single foi lançado em 29 de maio de 2012 no país. Atingiu a posição #96 na Billboard Hot 100 e #25 na Billboard Pop Songs.

- "Dance with Me Tonight" — em setembro de 2011, Murs disponibilizou uma prévia de trinta e dois segundos do videoclipe do seu novo single, "Dance with Me Tonight", e afirmou que o single seria lançado em 20 de novembro de 2011. O videoclipe estreou dois dias depois, e mostra Murs sendo preso por perseguir o seu interesse amoroso. O single estreou na segunda posição na UK Singles Chart, sendo barrado do topo por "We Found Love" da cantora Rihanna, e atingiu a posição de número um duas semanas depois, e até hoje, é o single mais vendido de Murs.

- "Oh My Goodness" — "Oh My Goodness" foi lançado como terceiro single do álbum em 1 de abril de 2012. O videoclipe para a faixa estreou no final do mesmo mês. E mostra novamente Murs, perseguindo uma pessoa num centro comercial. A faixa atingiu a posição #13 na UK Singles Chart.[7] O single foi lançado na Alemanha em 10 de agosto de 2012, e é o segundo single do álbum lançado no país, atingindo a posição #23 na German Singles Chart.

## Lista de faixas
| N.º | Título                                           | Compositor(es)                                                                           | Produtor(es)    | Duração |  |
| 1.  | "Heart Skips a Beat" (participação Rizzle Kicks) | Olly Murs, Alex Smith, Samuel Preston, Jim Eliot, Jordan Stephens, Harley Alexander-Sule | Jim Eliot       | 3:26    |  |
| 2.  | "Oh My Goodness"                                 | Olly Murs, Adam Argyle, Martin Brammer                                                   | Martin Brammer  | 3:05    |  |
| 3.  | "Dance with Me Tonight"                          | Olly Murs, Claude Kelly, Steve Robson                                                    | Steve Robson    | 3:23    |  |
| 4.  | "I've Tried Everything"                          | Olly Murs, Adam Argyle, Martin Brammer                                                   | Martin Brammer  | 3:25    |  |
| 5.  | "This Song Is About You"                         | Olly Murs, Claude Kelly, Steve Robson                                                    | Steve Robson    | 3:46    |  |
| 6.  | "In Case You Didn't Know"                        | Olly Murs, Claude Kelly, Steve Robson                                                    | Steve Robson    | 3:26    |  |
| 7.  | "Tell the World"                                 | Olly Murs, Andrew Frampton, Patrick Jordan-Patrikios, Abeeku 'Bayku' Ribeiro             | Andrew Frampton | 3:47    |  |
| 8.  | "I'm OK"                                         | Olly Murs, Alex Smith, Wayne Hector                                                      | Jim Eliot       | 3:46    |  |
| 9.  | "Just Smile"                                     | Olly Murs, Karen Poole, Matt Prime                                                       | Matt Prime      | 3:45    |  |
| 10. | "On My Cloud"                                    | Olly Murs, Mark Taylor, Samuel Preston                                                   | Mark Taylor     | 2:24    |  |
| 11. | "I Don't Love You Too"                           | Olly Murs, Claude Kelly, Steve Robson                                                    | Steve Robson    | 4:05    |  |
| 12. | "Anywhere Else"                                  | Olly Murs, Alex Smith, Wayne Hector                                                      | Jim Eliot       | 3:25    |  |
| 13. | "I Need You Now"                                 | Olly Murs, Adam Argyle, Martin Brammer                                                   | Martin Brammer  | 3:27    |  |

| Edição deluxe do iTunes Store |                                          |         |  |
| N.º                           | Título                                   | Duração |  |
| 14.                           | "Heart Skips a Beat" (Vídeo acústico)    | 3:26    |  |
| 15.                           | "Dance with Me Tonight" (Vídeo acústico) | 3:23    |  |

## Desempenho e certificações
| País — Tabela musical (2011/2012)         | Posição de pico |
| ----------------------------------------- | --------------- |
| Alemanha (Media Control Charts)           | 18              |
| Bélgica (Ultratop Flanders)               | 146             |
| Escócia (Scottish Albums Charts)          | 2               |
| Irlanda (IRMA)                            | 2               |
| Polônia (Polish Music Charts)             | 68              |
| Suécia (Sverigetopplistan)                | 10              |
| Suíça (Schweizer Hitparade)               | 19              |
| Reino Unido (The Official Charts Company) | 1               |

| Tabela musical (2011) | Posição |
| --------------------- | ------- |
| Irlanda (IRMA)        | 20      |
| Reino Unido (OCC)     | 12      |
| Tabela musical (2012) | Posição |
| Reino Unido (OCC)     | 20      |

| País              | Certificação | Vendas    |
| ----------------- | ------------ | --------- |
| Europa (IFPI)     | Platina      | 1.000.000 |
| Irlanda (IRMA)    | 2× Platina   | 30.000    |
| Reino Unido (BPI) | 2× Platina   | 600.000   |

## Histórico de lançamento
| País        | Data                   | Formato              | Gravadora                |
| ----------- | ---------------------- | -------------------- | ------------------------ |
| Irlanda     | 25 de novembro de 2011 | CD, download digital | Syco Music, Epic Records |
| Espanha     | 25 de novembro de 2011 | CD, download digital | Syco Music, Epic Records |
| Reino Unido | 28 de novembro de 2011 | CD, download digital | Syco Music, Epic Records |
| Polônia     | 16 de janeiro de 2012  | CD, download digital | Sony Music               |
| Alemanha    | 9 de março de 2012     | CD, download digital | Sony Music               |
| França      | 2 de abril de 2012     | CD, download digital | Sony Music               |